# Markus
För andra betydelser, se Markus (olika betydelser).
Markus eller Marcus är ett romerskt och bibliskt mansnamn, namnet på en av evangelisterna. Exakt vad Markus betyder är oklart; möjligtvis är det bildat av namnet på den romerska guden Mars. Formerna Marco och Marko är varianter av samma namn.
Mark/Markus/Marcus är ett vanligt manligt namn och är härlett från gammalt latinskt "Mart-kos", vilket betyder "helgat till guden Mars" och kan också betyda "krigets Gud" eller "vara krigsliknande". Marcus var ett av de tre vanligaste romerska förnamnen.
Markus var mycket populärt i början på 1990-talet då det var Sveriges vanligaste namn bland nyfödda pojkar. Den 31 december 2005 fanns det totalt 52 245 personer i Sverige med namnet Markus eller Marcus, varav 40 657 med det som tilltalsnamn. År 2003 fick 769 pojkar namnet, varav 528 fick det som tilltalsnamn.
Namnsdag i Sverige: 25 april. I den finlandssvenska namnsdagslängden har Markus namnsdag 25 april sedan starten 1929, då en egen namnsdagskalender togs i bruk för finlandssvenskar. Formen Marco har samma namnsdag sedan 2015.

## Personer med efternamnet Marcus eller Markus
- Björn Marcus (1907–1988), svensk jurist
- Carl David Marcus (1879–1940), svensk lärare och litteraturhistoriker
- Claude Marcus (född 1952), svensk barnläkare, professor
- Cyril Marcus (1906–1980), svensk arkitekt
- Egerton Marcus (född 1965), kanadensisk boxare
- Elisabeth Marcus (död 1719), svensk företagare
- Eric Marcus-Nilsson (1878–1946), svensk folkskollärare och kantor
- Ernst Marcus (1881–1936), svensk restaurangchef
- Gerda Marcus (1880–1952), svensk journalist och översättare
- Gert Marcus (1914–2008), svensk målare och skulptör
- Greil Marcus (född 1945), amerikansk författare, journalist och musikkritiker
- Gunilla Marcus-Luboff (född 1936), svensk TV-producent
- Henry Marcus (1866–1944), svensk läkare
- Jacob Marcus (1749–1819), tysk-svensk köpman
- Karl Marcus (1873–1935), svensk läkare
- Maria Marcus (1926–2017), dansk författare, sexolog och psykoterapeut
- Max Marcus (1879–1955), svensk direktör och konstnär
- Mickey Marcus (1901–1948), amerikansk-israelisk militär
- Moritz Marcus (1877–1956), svensk banktjänsteman, tidningsredaktör och skolrektor
- Richard Marcus, amerikansk skådespelare
- Rudolph A. Marcus (född 1923), kanadensisk-amerikansk fysikalisk kemist, nobelpristagare
- Ruth Barcan Marcus (1921–2012), amerikansk filosof och logiker
- Siegfried Marcus (1831–1898), tysk-österrikisk uppfinnare
- Stig Marcus (1920–1988), svensk jurist
- Ture Marcus (1878–1941), svensk hotelldirektör och amatörfilmare
- William Markus (1917–1989), finländsk regissör, manusförfattare och skådespelare

## Personer med förnamnet Markus eller Marcus

### Från antiken, utan egentligt efternamn
- Markus (evangelist)
- Markus (påve) (död 386)
- Markus I, patriark av Konstantinopel 198-211

- Marcus Antonius, romersk politiker och fältherre
- Marcus Antonius Antyllus, romersk konsul och fältherre
- Marcus Antonius Orator, romersk politiker
- Marcus Aurelius, romersk kejsare
- Marcus Fabius Quintilianus, romersk retoriker och lärare
- Marcus Tullius Tiro
- Marcus Vipsanius Agrippa, romersk fältherre och konsul

### Från nyare tider, med efternamn
- Marcus Ahlm, svensk handbollsspelare
- Marcus Allbäck, svensk fotbollsspelare
- Marcus Andreasson, svensk fotbollsspelare
- Marcus Berg, svensk fotbollsspelare
- Marcus Birro, italiensk-svensk författare, skribent och programledare
- Marcus Ericsson, svensk racerförare
- Markus Fagervall, svensk sångare
- Marcus Grönholm, finlandssvensk rallyförare
- Marcus Hellner, svensk längdskidåkare, bragdmedaljör
- Markus Krunegård, sverigefinsk sångare, låtskrivare och musikproducent
- Marcus Larson, svensk målare
- Markus Leoson, svensk slagverkare, pedagog
- Markus Näslund, svensk ishockeyspelare
- Markus Oscarsson, svensk kanotist, OS-guld 2004, OS-silver 2000
- Markus Rosenberg, svensk fotbollsspelare
- Marcus Schenkenberg, svensk skådespelare, författare och supermodell
- Marcus Sigfridsson, svensk bokbindare
- Markus Skeggjason, isländsk lagman och skald
- Marcus Storch, svensk industriman
- Markus Strömbergsson, svensk fotbollsdomare
- Markus Söder, tysk politiker, ministerpresident i Bayern
- Marcus Wallenberg (1774–1833), svensk biskop och författare
- Marcus Wallenberg (1864–1943), svensk företagsledare och bankdirektör
- Marcus Wallenberg (1899–1982), svensk bankman och företagsledare
- Marcus Wallenberg (född 1956), svensk näringslivsprofil
- Marcus Wandt, svensk flygingenjör, stridspilot och astronaut
- Markus Wolf, östtysk statstjänsteman